# Баварско плато
Баварското плато (на немски: Bayerisches Alpenvorland) е плато в южна Германия, в южната част на провинция Бавария и югоизночния край на Баден-Вюртемберг.
Разположено е между Баварските Алпи на юг, река Дунав на североизток и Швабско-Франконския басейн на северозапад, като на изток река Залцах го отделя от Австрийските Предалпи, а на югозапад – Боденското езеро от Швейцарското плато. Платото има силно разчленен релеф с надморска височина от 300 до 600 метра, образувано в резултат на плейстоценските заледявания, и е пресечено от юг на север от редица десни притоци на Дунав – Илер, Вертах, Лех, Изар, Ин. Най-големият град на Баварското плато е Мюнхен. Разделя се на Южно и Северно, което включва Илер-Лехското плато и Долнобаварските възвишения.